# Stafford (Nowy Jork)
Stafford – miasto w Stanach Zjednoczonych, w stanie Nowy Jork, w hrabstwie Genesee.